# Geyr's doornstaartagame
De Geyr's doornstaartagame (Uromastyx geyri) is een hagedis uit de familie agamen (Agamidae). De soortnaam geyri is ter eren van de Duitse zoöloog Hans Geyr von Schweppenburg. De soort komt voor in delen van Algerije, Mali en Niger,  in rotsachtige woestijngebieden tussen de 500 en 2000 meter boven zeeniveau. Het is een nachtactieve soort die voornamelijk herbivoor is. Een volwassen vrouwtje legt zo'n 20 eieren per nest. 

## Beschrijving
Geyr's doornstaartagame is een relatief kleine en slanke soort van het geslacht Uromastyx, met een gemiddelde totale lengte (inclusief staart) van 34 cm. De lengte verschilt van 28 tot 36 cm en volwassenen wegen zo'n 250 gram. De agame is meestal beige of oranje met lichtere vlekken en het is een van de felst gekleurde soorten van het geslacht. Er zijn twee fasen van de soort, de 'rode' en de 'gele', waarbij de kleur het enige verschil is. De rode fase betekent vaak een bijna effen roodachtig tot pompoenkleurig oranje en de gele fase is bijna neongeel. Vrouwtjes zijn bleker van kleur dan mannetjes en vertonen meer bruine variaties van de kleuren, minder kleur op de buik en minder levendige patronen. Meeste vrouwtjes hebben een soort simpele sproeten op de rug.  